# COEX Mall
Die COEX Mall ist ein unterirdisches Einkaufs- und Unterhaltungszentrum im Stadtteil Gangnam in Seoul. Es gehört zum World Trade Center Seoul, einem großen Gebäudekomplex, zu dem auch das COEX Convention & Exhibition Center, der ASEM Tower, der Trade Tower (taucht kurz in Psys Gangnam-Style-Musikvideo auf), das Grand InterContinental Hotel, das Oakwood Premier Hotel, das InterContinental Seoul COEX, das Seven Luck Casino, der Millennium Plaza, und der Hyundai Department Store gehören. Die zwischen 2012 und 2014 renovierte COEX Mall, die von Korea International Trade Association (KITA) betrieben wird, ist mit 165.000 m² (entspricht zirka 15 Fußballfelder) das weltweit größte unterirdische Einkaufszentrum. Zu dem Einkaufszentrum gehören 204 Shops, 91 Gastronomiebetriebe, ein Multiplexkino sowie ein Schauaquarium (COEX Aquarium). Außerdem wurden im Zuge der Renovierung großzügige Plätze errichtet: Central Plaza, Live Plaza, Millennium Plaza, Asem Plaza und Airport Plaza. Die COEX Mall ist zwischen 10:30–22:00 geöffnet und ist am besten über die U-Bahn-Linie 2 zu erreichen.
Bei den Geschäften handelt es sich um Mode-, Outdoor- und Sportartikelgeschäfte. Es gibt aber auch Läden, wo Schuhe, Taschen, Schmuck, Kosmetika, Bücher und Bilder verkauft werden. Von den Gastronomiebetrieben werden koreanische, asiatische und westliche Spezialitäten angeboten. Es gibt außerdem Cafés, Desserts und Bäckereien.

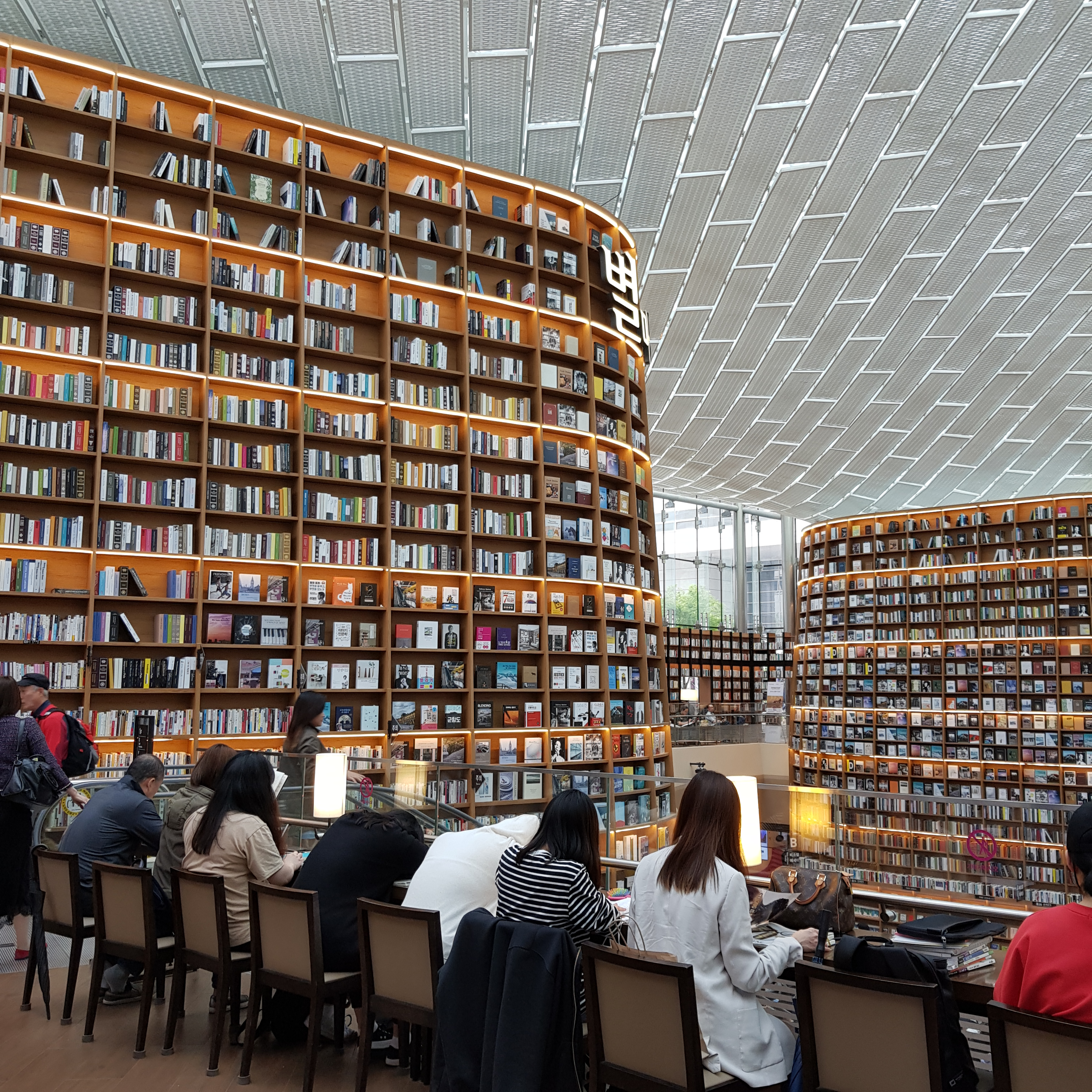
Die Starfield Library (별마당도서관) im COEX

Es gibt kritische Stimmen mit dem Tenor, dass die teure Renovierung (250 Mio. US-Dollar) zu steigenden Mietpreisen und zu fallenden Umsätzen geführt hätten. 20 Mieter, darunter Coffee Smith und Schuhhändler Landrover seien innerhalb eines Jahres nach Eröffnung wieder ausgezogen. Ein KITA-Mitarbeiter äußerte sich, dass der Umsatz Anfang 2015 tatsächlich gefallen sei, aber wieder steige. Das vor allem für die Touristen interessante Kimchi-Museum wurde 2013 geschlossen.
Seouls Stadtplaner wollen indes neben dem COEX Mall ein weiteres gigantisches unterirdisches Einkaufszentrum errichten und es zu einem nationalen Zentrum für Meetings, Konferenzen und Veranstaltungen (MICE-Industrie) machen. Zusätzlich soll bis 2021 eine unterirdische sechs-stöckige Transitzone in der Größe des COEX Mall daneben errichtet werden, durch die 90 Buslinien und sechs U-Bahn / KTX-Schnellzuglinien passieren sollen.
2016 hat die Unternehmensgruppe Shinsegae die Rechte für den Betrieb der COEX Mall für die nächsten zehn Jahre erworben.